# مرغ مگس غول‌پیکر
مگس‌مرغ غول‌پیکر جنوبی (نام علمی: Patagona gigas) تنها عضو سردهٔ تک‌نماد Patagona و بزرگ‌ترین عضو خانوادهٔ مگس‌مرغان با وزن ۱۸–۲۴ گرم (۰٫۶۳–۰٫۸۵ اونس) و دارای طول گستردگی بال‌های تقریباً ۲۱٫۵ سانتیمتر (۸٫۵ اینچ) و طول بدن ۲۳ سانتیمتر (۹٫۱ اینچ) است. این گونه تقریباً به اندازه طول یک سار معمولی یا یک کاردینال شمالی است، اگرچه مگس‌مرغ غول‌پیکر جنوبی به‌طور قابل توجهی سبک‌تر است، زیرا بدن باریک و نوک بلندی دارد و باعث می‌شود نسبت بدن به طول کل کمتری داشته باشد. این وزن تقریباً دو برابر سنگین‌ترین گونه مگس‌مرغ بعدی و ده برابر کوچک‌ترین گونهٔ آن، یعنی مگس‌مرغ زنبوری است.

## نگارخانه

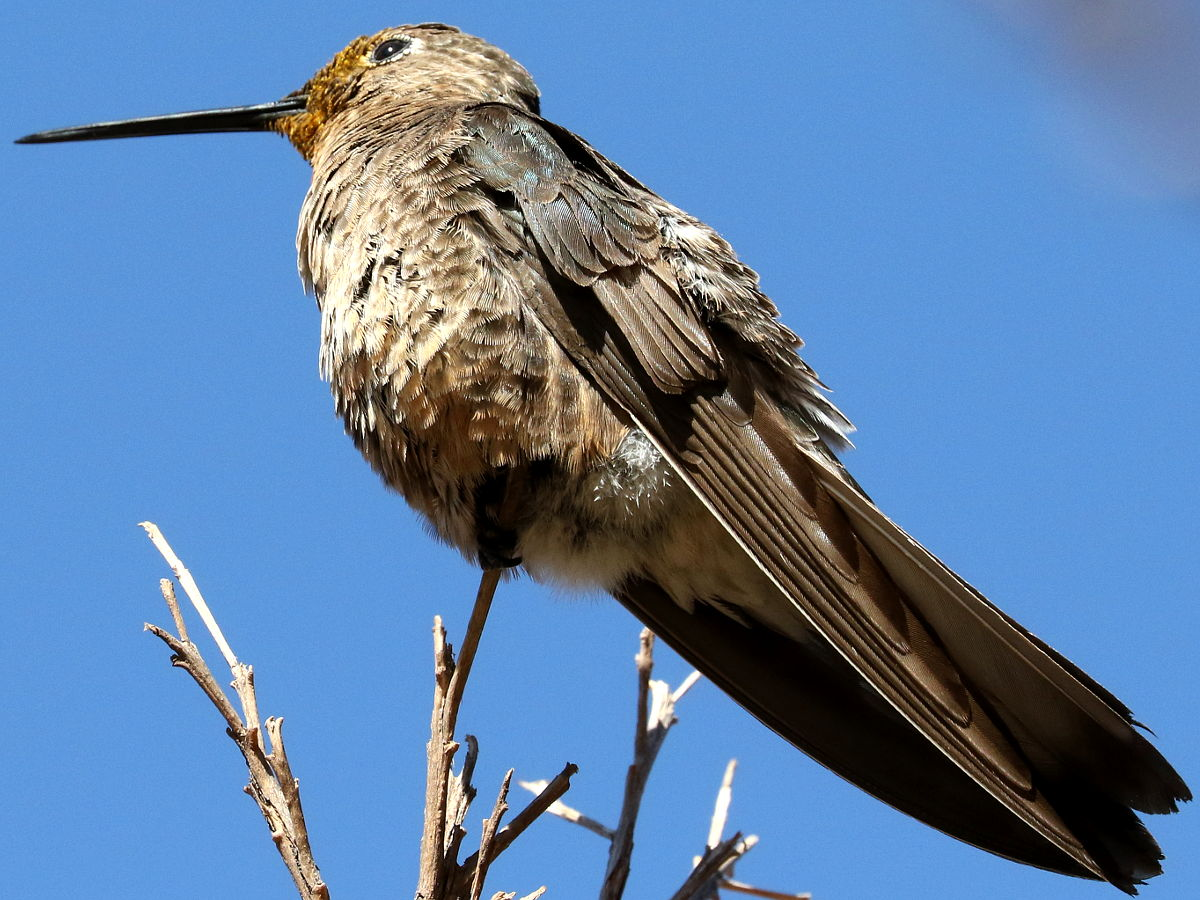
در کوسکو ، پرو
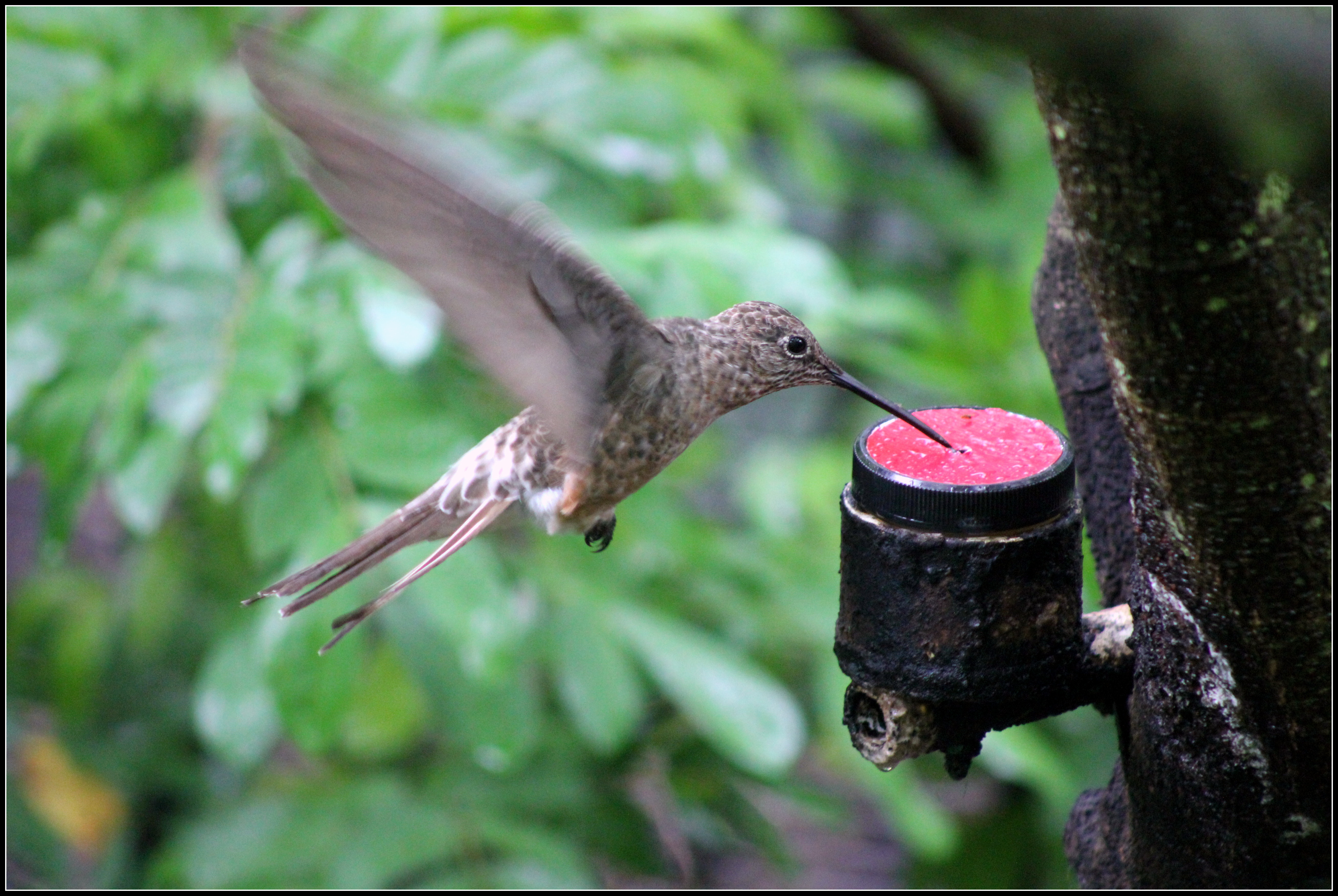
مگس‌مرغ غول‌پیکر
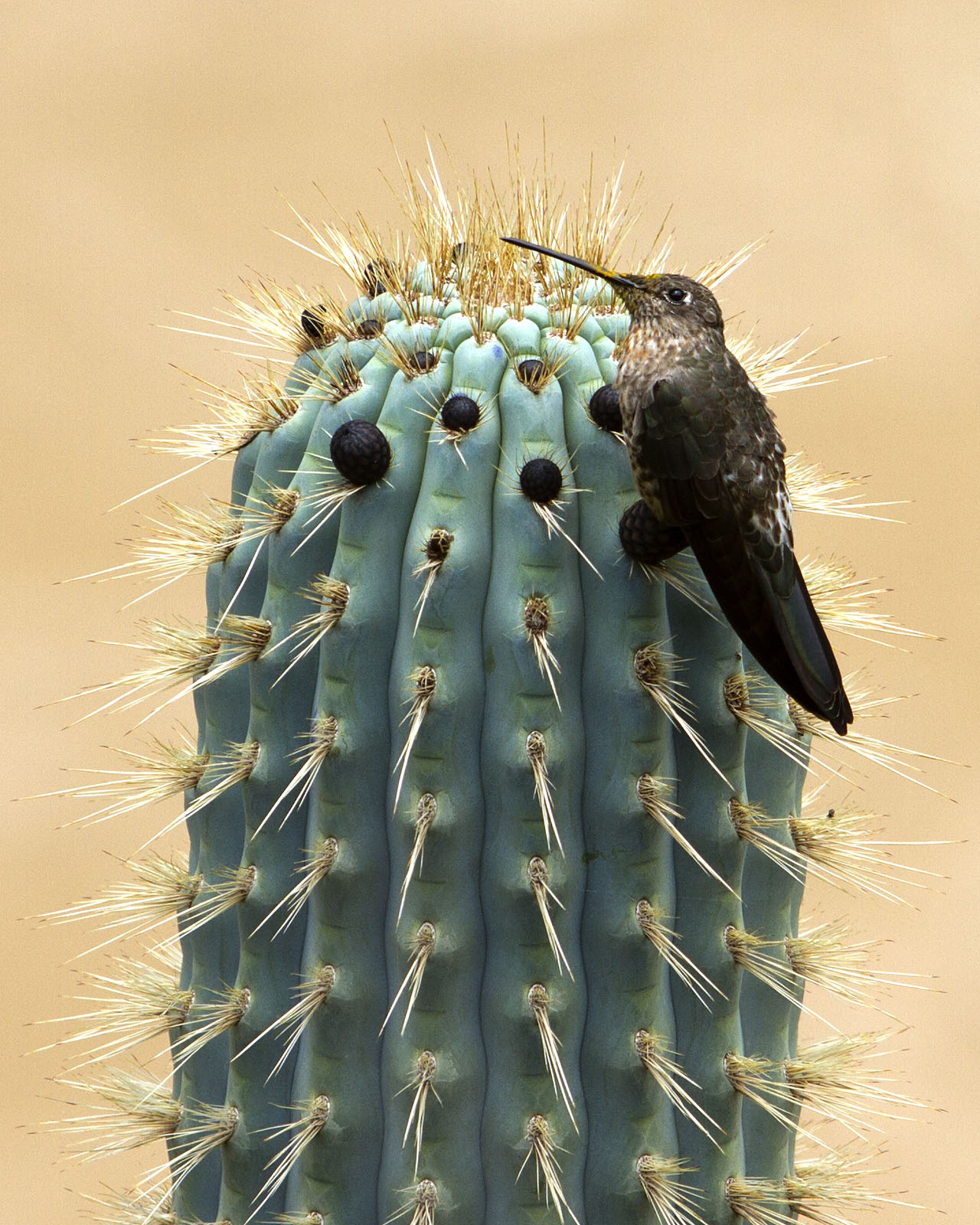
مگس‌مرغ غول‌پیکر روی کاکتوس در پرو